# Adam Croasdell
Adam Croasdell (Rhodesia, 10 luglio 1976) è un attore britannico.

## Biografia
È apparso in numerose serie televisive quali Supernatural, The Chase, Holby City, Peak Practice, London's Burning, Agatha Christie's Cat Among the Pigeons e Ultimate Force. Ha inoltre interpretato il vampiro Eccarius nella serie Preacher. Dal 2009 interpreta il ruolo del dottor Al Jenkins nella nota soap opera britannica EastEnders. Ha servito da corpo di Daniel Craig nel videogioco del 2010 dedicato a James Bond. Nel 2016 ha doppiato Ignis Scientia in Final Fantasy XV.

## Doppiatori italiani
Nelle versioni in italiano delle opere in cui ha recitato, Adam Croasdell è stato doppiato da:
- Tony Sansone in Supernatural
- Francesco Bulckaen in NCIS: Los Angeles
- Francesco De Francesco in C'era una volta
- Gianfranco Miranda in NCIS - Unità anticrimine'
- Lorenzo Scattorin in Preacher

Da doppiatore è stato sostituito da:
- Pierluigi Astore ne La Terra di Mezzo: L'Ombra di Mordor
- Gianluca Iacono in Borderlands 3
- Luca Sandri in Fallout 76 (Andrew Rhodes)
- Matteo Costantini in Blood of Zeus (Apollo)
- Roberto Accornero in Call of Duty: Black Ops 6